# Hendecourt-lès-Cagnicourt
Hendecourt-lès-Cagnicourt è un comune francese di 335 abitanti situato nel dipartimento del Passo di Calais nella regione dell'Alta Francia.

## Società

### Evoluzione demografica
Abitanti censiti